# Micrathena glyptogonoides
Micrathena glyptogonoides es una araña tejedora de la familia Araneidae, del orden Araneae. Esta especie fue descrita por Levi en 1985. El origen del nombre específico es incierto, debido a que H. W. Levi menciona en su publicación que fue tomado de un nombre manuscrito otorgado previamente por Archer. Es probable que haga mención a la forma irregular del cuerpo; glyptos, es una palabra griega que significa «tallado, grabado» y gono «origen, semilla».

## Descripción
Micrathena glyptogonoides recibe el nombre en inglés de «tejedora de cuatro espinas» debido al número de tubérculos espiniformes presentes en la parte dorsal del opistosoma, lo cual la diferencia de otras arañas del mismo género. En las hembras, el carapacho, quelíceros, esternón, coxas y trocánter son de color naranja; las patas son negras; el dorso del abdomen con parches blancos pareados y medianos; laterales y ventrales son color negro sin marcas; caparacho alto, depresión torácica media indistinta, sin borde; los ojos son de tamaño desigual; el opistosoma es subesférico con dos pares de tubérculos dorsales, esta característica la separa de las demás especies del grupo, que presentan tres pares.

## Distribución y hábitat
Esta especie es endémica y se distribuye en diferentes estados de México, desde Nuevo León hasta Chiapas.
Es de ambiente terrestre y es común encontrar a estas arañas en arbustos bajos, en espacios semiabiertos.

## Estado de conservación
No se encuentra dentro de ninguna categoría de riesgo en las normas nacionales o internacionales.